# Die Zauberer
Die Zauberer: Geschichten aus Arcadia (Originaltitel: Wizards: Tales of Arcadia) ist eine US-amerikanische Animationsserie aus dem Jahr 2020, die von DreamWorks Animation für den Video-on-Demand-Dienst Netflix produziert wurde. Die Serie spielt, wie bereits Trolljäger (2016–2018) und 3 von oben (2018–2019), in dem von Guillermo del Toro geschaffenen Serienuniversum Geschichten aus Arcadia und stellt den dritten und letzten Teil der Trilogie dar. Die Zauberer spielt zeitlich direkt nach den Ereignissen von 3 von oben und handelt von Douxie, dem Zauberlehrling von Merlin, der zusammen mit Jim, dem aktuellen Trolljäger, seiner Freundin Klara und Stephan durch eine Zeitreise in Camelot zur Zeit des 12. Jahrhunderts landet. Dort treffen sie auf König Artus und seine Schwester Morgana und erfahren, weshalb das Amulett des Tageslichts erschaffen wurde und welche Ereignisse zu dem Kampf um die Killakopf Brücke geführt haben. Am 21. Juli 2021 wurde mit Trolljäger: Das Erwachen der Titanen ein Film veröffentlicht, der alle drei Serien zusammenführt und das Serienuniversum endgültig abschließt.

## Handlung
Gerade nachdem Morando (aus 3 von oben) besiegt wurde und die Welt mal wieder gerettet zu sein scheint, taucht plötzlich der Zauberer Merlin auf und bittet seinen, in den letzten 900 Jahren fast vergessenen, Lehrling Douxie, ihm die Hüter von Arcadia zu bringen. Zusammen mit Tobi, AAARRRGGHH!!! und Stephan fliegen sie zu dem schwebenden Schloss Camelot und treffen dort auf Klara, Blinky und einen verwundeten Jim. Als plötzlich die Arkane Ordnung angreift, versuchen sie Camelot durch einen Zeitriss in die Vergangenheit zu steuern, um sich und Nari, die unter keinen Umständen in die Hände der Arkanen Ordnung gelangen darf, in Sicherheit zu bringen. Doch der Versuch scheitert, und schließlich fallen nur Jim, Douxie, Klara und Stephan durch den Riss.
Nachdem die vier in Camelot zur Zeit des 12. Jahrhunderts gelandet sind, werden sie durch die Ritter von König Artus festgenommen und ihm vorgeführt. Jim, der sich (seit dem Ende von Trolljäger) in Form eines Halbtrolls befindet, wird in den Kerker eingesperrt, da Trolle im Königreich als Gefahr gelten. Klara wird zur Magd von Morgana und Stephan wird zum Knappen von Sir Lancelot. Douxie hingegen, der bereits zur damaligen Zeit lebte, sperrt sein jüngeres Ich weg und versucht an die Zeitkarte von Merlin zu kommen, damit er sich und seine Freunde wieder zurück in die Gegenwart bringen kann. Doch die Situation wird nicht einfacher, als ein Streit zwischen Artus und Morgana über das Zusammenleben mit magischen Kreaturen entfacht.

## Charaktere
- Hisirdoux „Douxie“ Casperan ist der Zauberlehrling von Merlin, der die letzten 900 Jahre im Hintergrund die Welt der Menschen vor Gespenstern und Dämonen beschützt hat und zuletzt in Arcadia lebte. Er ist freundlich, sehr fleißig und selbstlos. Nachdem er zusammen mit Jim, Klara und Stephan in Camelot gelandet ist, versucht er alles, um seine Freunde und sich wieder zurück in die Gegenwart zu bringen, ohne dabei die Zeitachsen zu verändern. Als er nach dem Tod von Merlin zunächst äußerst niedergeschlagen ist, ihm dann aber noch ein letztes Mal am Rande des Jenseits begegnet, erkennt er schließlich an, dass er nun der Nachfolger von Merlin ist und zusammen mit den Hütern von Arcadia die Welt beschützen muss.
- Merlin Ambrosius ist ein älterer, mächtiger, etwas sturer, aber auch weiser Zauberer. Zur Zeit des Königreichs Camelot war Merlin der treue Berater von König Artus. Dabei stellte er den Schutz von Camelot auch schon mal vor das Wohl der Trolle, was vor allem Morgana, seine beste Schülerin, sehr verärgerte. Als der Konflikt zwischen den Trollen und der Menschheit zu eskalieren droht, erschafft er zusammen mit Douxie das Amulett des Tageslichts. Merlin stirbt gegen Ende der Serie durch den grünen Ritter und hinterlässt Douxie sein Zauberbuch.
- Archibald „Archie“ ist ein gestaltwandelnder Drache, der sich in jede auf der Welt befindliche Kreatur verwandeln kann, meist jedoch als schwarze Katze mit Brille zu sehen ist. Er ist der Zaubererberater und treue Begleiter von Douxie.
- James „Jim“ Lake Jr. ist ein mutiger, beschützerischer Halbtroll und der gegenwärtige Trolljäger. Bei einem Angriff von dem grünen Ritter wurde er durch eine Onyx-Spitze verletzt, die seitdem in seiner Brust steckt und droht in sein Herz einzudringen. Nachdem Jim die Spitze weiter in seine Brust schiebt, um dadurch seinen Freunden, bei einem weiteren Angriff des grünen Ritters, Zeit zu verschaffen, wird er zu einem vollwertigen Troll, zerstört dabei aber auch seine Seele. Als der grüne Ritter in der letzten Folge stirbt, erstarrt auch Jim zu Stein, erscheint dann aber schließlich wieder in seiner ursprünglichen menschlichen Form, nachdem eine Träne von Klara auf den Fuß seiner Statue fällt.
- Klara Nuñez ist die Freundin von Jim. Sie ist intelligent, manchmal etwas ungeduldig, ebenfalls mutig und versucht stets alles, um Jim zu helfen. Nach ihrer Ankunft in Camelot entdeckt Klara, dass sie die Schattenmagie, auch ganz ohne den Schattenstab, nutzen kann und wird zur Magd von Morgana. Nachdem Klara von ihrer dunklen Magie zunächst beängstigt ist, lässt sie sich schließlich von Douxie unterrichten, damit sie ihre Zauberkräfte kontrollieren kann.
- Stephan Palchuk ist ein in Arcadia lebender Schüler. Er ist zwar generell selbstbewusst, manchmal aber auch etwas ängstlich. Nachdem er zusammen mit Douxie, Jim und Klara in Camelot landet, wird er zum Knappen von Sir Lancelot und hilft später den Trollen von Dwoza, sich auf den Kampf um Killakopf vorzubereiten.
- Tobias „Tobi“ Domsalski ist der beste Freund von Jim und ebenfalls Schüler in Arcadia. Er ist freundlich und selbstbewusst und besitzt einen magischen Vorschlaghammer als Waffe.
- Blinkous „Blinky“ Galadrigal ist ein intelligenter, freundlicher Troll mit sechs Augen und vier Armen. In der Gegenwart ist er der Mentor von Jim.
- Aarghaumont „AAARRRGGHH!!!“ ist ein starker, großer Troll und war einst der General von Gunmars Armee. Nachdem er beim Versuch, die in Dwoza lebenden Trolle aufzufordern, für Gunmar zu kämpfen, scheitert und überwältigt wird, beginnt er sich mit Blinky anzufreunden und schwört sich, nie wieder zu töten.
- König Artus Pendragon ist der Herrscher des Königreichs Camelot. Er ist anfangs paranoid und stur und sieht alle magischen Kreaturen, darunter auch Trolle, als große Gefahr an. Nachdem er seine Fehler der Vergangenheit erkannt hat, versucht er, sich beim Kampf um Killakopf mit Morgana zu versöhnen, wird aber von Bellroc getötet. Später wird Artus von Bellroc und Skrael als der grüne Ritter wiederbelebt, um für sie als Vollstrecker zu arbeiten.
- Morgana ist eine Zauberin und die Schwester vor Artus. Im Gegensatz zu ihrem Bruder hat sie eine Affinität zu magischen Kreaturen und ist gegen die Bekämpfung der Trolle. Als sie sich auf Grund ihres Einsatzes für Trolle verraten fühlt, wird sie von der Arkanen Ordnung auf einen dunklen Weg geleitet, beim Kampf um Killakopf aber schließlich von Merlin weggesperrt. Morgana wird später, mit Hilfe von Jims Amulett, von der Arkanen Ordnung zurückgeholt, schließt sich dann aber den Hütern von Arcadia an, und opfert sich in der letzten Episode, um ihren Bruder, immer noch in der Form als grüner Ritter, endgültig zu besiegen.
- Sir Galahad war einst einer der Ritter von König Artus und ist ein alter Freund von Merlin. Als das schwebende Schloss Camelot am Anfang der Serie von der Arkanen Ordnung angegriffen wird, opfert er sich, um die von Skrael erzeugte Eisbrücke zu zerstören.
- Sir Lancelot ist der edelste und treuste Ritter von König Artus. Er ist freundlich, lebenslustig und mutig. Beim Kampf um Killakopf wird Lancelot von Bular getötet.
- Callista ist ein weiblicher Troll, der, nachdem sein Dorf von König Artus und seinen Rittern zerstört wurde, im Kerker von Camelot eingesperrt ist. Als Klara und Douxie Jim befreien, öffnen sie auch die Türen zu den Zellen von Callista und den anderen eingesperrten Trollen, wodurch alle schließlich in den Wald flüchten können. Nachdem Merlin das Amulett des Tageslichts erschaffen hat, wird sie als erste Trolljägerin auserwählt und findet heraus, dass ihr richtiger Name Deya lautet.
- Gunmar ist der starke, rücksichtslose Anführer der Gumm-Gumms, einem Stamm grausamer Kriegertrolle, die in den wilden Wäldern abseits des Königreichs Camelot leben. Als sich Morgana auf die Seite des Bösen schlägt, erhält Gunmar von ihr eine magische Klinge, mit der er jede Kreatur unter seine Kontrolle bringen kann. Beim Kampf um Killakopf wird Gunmar zusammen mit seinen Kriegern von Deya im Düsterland eingesperrt.
- Bular ist der Sohn von Gunmar und ebenfalls ein brutaler Krieger. Im Gegensatz zu seinem Vater, wird er jedoch nicht im Düsterland eingesperrt, da er während des Kampfs um Killakopf von Nimue weggeschleudert wird, die damit Stephan vor Bular beschützt.
- Dictatious Maximus Galadrigal ist der Bruder von Blinky. Er ist ebenfalls intelligent und freundlich, aber auch sehr feige. Beim Kampf um Kilallkopf wird Dictatious versehentlich im Düsterland eingesperrt. Blinky, der davon nichts mitbekommen hat, glaubt hingegen, dass sein Bruder ums Leben gekommen sei.
- Vendel ist der Anführer der guten Trolle, die in Dwoza, einem Zufluchtsort innerhalb der wilden Wälder, leben. Er verbündet sich später mit König Artus und seinen Rittern, die nun gemeinsam mit den Trollen von Dwoza gegen Gunmar kämpfen wollen.
- Bellroc ist die Anführerin der Arkanen Ordnung, einer Gruppe aus drei Halbgöttern, deren Ziel es war, das Gleichgewicht zwischen Magie und Sterblichen aufrechtzuerhalten. Als Hüterin der Flamme ist Bellrocs primäre Zauberkraft das Feuer, die es ihr erlaubt, Strahlen und Bälle aus Feuer zu erzeugen, die nahezu alles verbrennen können. Auf Grund der immer stärker werdenden Gewalt von Menschen gegenüber magischen Kreaturen, gibt die Arkane Ordnung ihre ursprüngliche Ziele auf, und beginnt eigene Pläne zu schmieden, um die Menschheit endgültig auszulöschen.
- Skrael ist die rechte Hand der Arkanen Ordnung und der Bruder von Bellroc und Nari. Als Halbgott der nördlichen Winde sind seine primären Zauberkräfte das Eis, mit der er fast alles und jeden einfrieren kann, und die Winde, die er selbst erzeugen kann, um damit sogar ganze Objekte zu bewegen.
- Nari ist die Schwester von Bellroc und Skrael und war einst die linke Hand der Arkanen Ordnung. Als Halbgöttin aus dem immerwährenden Wald ist ihre Magie mit der Natur und allem auf der Erde befindlichen Leben verbunden. Nach dem Kampf um Killakopf kommt sie zu der Erkenntnis, dass durch das Handeln ihrer Geschwister auch vielen magischen Wesen Schmerz und Leid angetan wurde, woraufhin sie die Arkane Ordnung verlässt und Schutz in Camelot sucht.
- Nimue, meist als Herrin des Sees bezeichnet, ist eine Göttin, die vor Jahren das Schwert Excalibur erschaffen hat, dann aber von Merlin in ihrer eigenen Höhle eingesperrt wurde. Nachdem Merlin und Douxie sie zunächst vergeblich darum bitten, das in der Zwischenzeit zerbrochene Excalibur zu reparieren, verändert sie ihr Wesen in ein bösartiges Monster. Schließlich gelingt es Douxie dann doch noch Nimue zu überzeugen, indem er ihr die Freiheit schenkt.
- Krel Tarron ist ein aus Akiridion-5 stammender Außerirdischer, der in seiner als Mensch getarnten Gestalt in Arcadia lebt. Als Douxie zusammen mit Merlin, Archie, Klara, Tobi, Stephan, AAARRRGGHH!!! und Blinky in Hex Tech ankommt, um Nari vor der Arkanen Ordnung zu verstecken, schließt Krel sich ihrer Mission an.
- Karl ist ein großer, aber freundlicher und weiser Drache. Er lebt in einer Höhle und ist der Vater von Archie. Nach dem Tod von Merlin hilft er Douxie die antike draculische Inschrift in Merlins Zauberbuch zu entziffern, um die Ursprungssiegel zu finden.

## Produktion und Veröffentlichung
Am 7. November 2017, noch bevor die zweite Staffel der Serie Trolljäger (Originaltitel: Trollhunters) veröffentlicht wurde, gab Guillermo del Toro bekannt, dass Trolljäger nur der erste Teil von einem dreiteiligen Serienuniversum mit dem Namen Geschichten aus Arcadia (Tales of Arcadia) sei, und mit den Serien 3 von oben (3Below) und Die Zauberer (Wizards) fortgeführt werde.
Die Zauberer wurde von del Toros eigener Produktionsfirma Double Dare You zusammen mit DreamWorks Animation in den Vereinigten Staaten im Auftrag von Netflix produziert. Nachdem die Veröffentlichung der Serie ursprünglich für 2019 geplant war, erschien Die Zauberer schließlich am 7. August 2020 auf Netflix. Im Gegensatz zu Trolljäger und 3 von oben wurde von Die Zauberer lediglich eine Staffel in Form einer Miniserie produziert. Nach Angaben von Marc Guggenheim musste dafür die Handlung von 20 Episoden in 10 Episoden untergebracht werden.
Am 7. August 2020, demselben Tag als Die Zauberer auf Netflix veröffentlicht wurde, wurde bekannt gegeben, dass das Serienuniversum 2021 mit dem Film Trolljäger: Das Erwachen der Titanen (Trollhunters: Rise of the Titans) abgeschlossen werden soll.

## Synchronisation
Die deutschsprachige Fassung wurde von der Hermes Synchron GmbH produziert. Das Dialogbuch wurde von Tarek Helmy geschrieben, der auch die Dialogregie führte.
| Rolle                                 | Originalsprecher     | Deutscher Sprecher                                  |
| ------------------------------------- | -------------------- | --------------------------------------------------- |
| Hisirdoux „Douxie“ Casperan           | Colin O’Donoghue     | Marius Clarén                                       |
| Merlin Ambrosius                      | David Bradley        | Rainer Gerlach                                      |
| Archibald „Archie“                    | Alfred Molina        | David Nathan                                        |
| James „Jim“ Lake Jr.                  | Emile Hirsch         | Amadeus Strobl                                      |
| Klara Nuñez                           | Lexi Medrano         | Lina Rabea Mohr                                     |
| Stephan Palchuk                       | Steven Yeun          | Tobias Nath                                         |
| Tobias „Tobi“ Domsalski               | Charlie Saxton       | Dirk Petrick                                        |
| Blinkous „Blinky“ Galadrigal          | Kelsey Grammer       | Erich Räuker                                        |
| Aarghaumont „AAARRRGGHH!!!“           | Fred Tatasciore      | Oliver Siebeck                                      |
| König Artus / Der grüne Ritter        | James Faulkner       | Reinhard Scheunemann                                |
| Morgana                               | Lena Headey          | Christin Marquitan                                  |
| Sir Galahad                           | John Rhys-Davies     | Jan Spitzer                                         |
| Sir Lancelot                          | Rupert Penry-Jones   | Sascha Rotermund                                    |
| Callista / Deya                       | Stephanie Beatriz    | Isabelle Schmidt                                    |
| Gunmar                                | Clancy Brown         | Lutz Riedel                                         |
| Bular                                 | Darin De Paul        | Tilo Schmitz                                        |
| Dictatious Maximus Galadrigal         | Mark Hamill          | Tobias Lelle                                        |
| Vendel                                | Victor Raider-Wexler | Elmar Gutmann                                       |
| Draal                                 | Matthew Waterson     | Klaus-Dieter Klebsch                                |
| Bagdwella                             | Fred Tatasciore      | Lutz Schnell                                        |
| Bellroc (weibliche Stimme)            | Kay Bess             | Runa Aléon                                          |
| Bellroc (männliche Stimme)            | Piotr Michael        | Bernd Egger                                         |
| Skrael                                | Piotr Michael        | Max Felder (Folge 1, 4, ab 6) Tarek Helmy (Folge 5) |
| Nari                                  | Angel Lin            | Anni C. Salander                                    |
| Angor Rot                             | Ike Amadi            | Dieter Memel                                        |
| Nimue / Herrin des Sees (als Herrin)  | Stephanie Beatriz    | Dina Kürten                                         |
| Nimue / Herrin des Sees (als Monster) | Kathleen Turner      | Judith Steinhäuser                                  |
| Coach Lorenz                          | Thomas F. Wilson     | Dennis Schmidt-Foß                                  |
| Señor Uhl                             | Fred Tatasciore      | Klaus Lochthove                                     |
| Shannon Longhannon                    | Bebe Wood            | Lea Faßbender                                       |
| Krel Tarron                           | Diego Luna           | Moritz Lehmann                                      |
| Dad „Ricky“ Leer                      | Tom Kenny            | Michael Pan                                         |
| Zoe                                   | Sandra Saad          | Marieke Oeffinger                                   |
| Karl                                  | Brian Blessed        | Jürgen Kluckert                                     |

## Episodenliste
| Nr. | Deutscher Titel                      | Originaltitel         | Zusammenfassung | Regie                                     | Drehbuch                                                       |
| --- | ------------------------------------ | --------------------- | --- | ----------------------------------------- | -------------------------------------------------------------- |
| 1   | Zauberer                             | Spellbound            | Der Zauberer Merlin bittet sein Lehrling Douxie die Hüter von Arcadia aufzusuchen, da die Welt kurz vor dem Untergang stehe. Als sie auf dem schwebenden Schloss Camelot ankommen, werden sie kurz darauf von der Arkanen Ordnung und dem grünen Ritter angegriffen. | Francisco Ruiz Velasco, Andrew L. Schmidt | Guillermo del Toro, Marc Guggenheim, Chad Quandt, Aaron Waltke |
| 2   | Wir machen Geschichte … buchstäblich | History in the Making | Nachdem Jim, Douxie, Klara und Stephan durch den Zeitriss gefallen und in Camelot zur Zeit des 12. Jahrhunderts gelandet sind, werden sie durch Sir Lancelot und seine Ritter festgenommen und König Artus vorgeführt. Da Trolle im Königreich nicht willkommen sind, fordert Artus den Tod von Jim und ein Streit zwischen ihm und Morgana über magische Kreaturen entfacht. | Johane Matte                              | Guillermo del Toro, Marc Guggenheim, Chad Quandt, Aaron Waltke |
| 3   | Hexenjagd                            | Witch Hunt            | König Artus und seine Ritter ziehen in die Wälder um Trolle zu jagen. Als Morgana und Klara Jim in den Wäldern entdecken und Artus ihn versucht zu töten, greift Morgana ein, der Streit eskaliert und es kommt zu einem Kampf zwischen den beiden Geschwistern. | Andrew L. Schmidt                         | Andie Bolt, Ian Rickett, Lila Scott                            |
| 4   | Die Herrin des Sees                  | Lady of the Lake      | Nachdem Excalibur zerbrochen wurde, macht sich Merlin zusammen mit Douxie, Klara und Stephan auf den Weg zur Herrin des Sees, um das Schwert zu reparieren und damit das Königreich zu retten. | Francisco Ruiz Velasco                    | Andie Bolt, Ian Rickett, Lila Scott                            |
| 5   | Das Turnier                          | Battle Royale         | Morgana, die nun auf der Seite des Bösen steht, schleust, bei einem auf Schloss Camelot stattfindenden Turnier, einen Gestaltwandler ein, um Artus zu töten. Der Versuch scheitert, doch es kommt zu einem großen Gefecht. | Johane Matte                              | Andie Bolt, Ian Rickett, Lila Scott                            |
| 6   | Killakopf – Teil 1                   | Killahead, Part One   | König Artus verbündet sich mit den guten Trollen von Dwoza, um mit ihnen gemeinsam gegen Gunmar und seine Armee zu kämpfen. Während die Ritter die Trolle für den Kampf vorbereiten, stellt Merlin zusammen mit Douxie das Amulett des Tageslichts fertig. | Francisco Ruiz Velasco                    | Andie Bolt, Ian Rickett, Lila Scott                            |
| 7   | Killakopf – Teil 2                   | Killahead, Part Two   | Der Kampf um Killakopf ist in vollem Gange. Dabei müssen alle darauf achten, dass die Geschichte genau so verläuft, wie es ursprünglich der Fall war, damit Douxie, Jim, Klara und Stephan wieder zurück in die Gegenwart reisen können. | Francisco Ruiz Velasco                    | Chad Quandt, Aaron Waltke                                      |
| 8   | Zauberer im Untergrund               | Wizard Underground    | Nach der Reise zurück ins 21. Jahrhundert landen Douxie, Jim, Klara und Stephan, nun wieder vereint mit Merlin, Archie, Tobi, Blinky, AAARRRGGHH!!! und Nari, in Arcadia. Als die Arkane Ordnung ihnen folgen, um an Nari zu gelangen, greift Jim den grünen Ritter an, um den anderen die Möglichkeit zu geben, sich und Nari in Sicherheit zu bringen.                      | Johane Matte                              | Andie Bolt, Ian Rickett, Lila Scott                            |
| 9   | Die Drachenhöhle                     | Dragon’s Den          | Douxie macht sich zusammen mit Archie auf den Weg zu Karls Drachenhöhle, um die antike draculische Inschrift, die Merlin in seinem Zauberbuch hinterlassen hat, zu entziffern und damit die Ursprungssiegel zu finden. Währenddessen durchsucht Klara das Schattenreich nach Jims Seele und trifft dort auf eine wieder befreite Morgana.                                     | Andrew L. Schmidt                         | Chad Quandt, Aaron Waltke, Ian Rickett, Lila Scott             |
| 10  | Der letzte Akt                       | Our Final Act         | Nachdem es der Arkanen Ordnung gelungen ist, Nari und die anderen gefangen zu nehmen, muss Douxie seine Freunde retten und Nari und die Ursprungssiegel von der Arkanen Ordnung beschützen, damit es ihnen nicht gelingt, die Menschheit auszulöschen. | Andrew L. Schmidt                         | Chad Quandt, Aaron Waltke, Ian Rickett, Lila Scott             |

## Auszeichnungen
Die Serie wurde 2021 für insgesamt acht Auszeichnungen, darunter auch zwei Annie Awards und vier Daytime Emmy Awards, nominiert und konnte drei davon gewinnen.
| Jahr | Auszeichnung       | Kategorie                                                                 | Nominierte | Ergebnis  |
| ---- | ------------------ | ------------------------------------------------------------------------- | --- | --------- |
| 2021 | Annie Award        | Best FX – TV/Media                                                        | Greg Lev, Igor Lodeiro, Brandon Tyra, Cui Wei, Ma Xiao für die Episode „Killahead, Part Two“                                             | Nominiert |
| 2021 | Annie Award        | Best Voice Acting – TV/Media                                              | David Bradley für die Stimme von Merlin in der Episode „Our Final Act“                                                                   | Gewonnen  |
| 2021 | Daytime Emmy Award | Outstanding Children’s Animated Series                                    | Guillermo del Toro, Marc Guggenheim, Chad Hammes, Chad Quandt, Aaron Waltke, Lauren Prince                                               | Nominiert |
| 2021 | Daytime Emmy Award | Outstanding Main Title for a Daytime Animated Program                     | Francisco Ruiz Velasco, Alfonso Blaas, Yingjue Linda Chen, Brandon Tyra, Greg Lev, Igor Lodeiro, Jonatan Catalan Navarrete               | Gewonnen  |
| 2021 | Daytime Emmy Award | Outstanding Editing for a Daytime Animated Program                        | – | Nominiert |
| 2021 | Daytime Emmy Award | Outstanding Sound Mixing and Sound Editing for a Daytime Animated Program | – | Nominiert |
| 2021 | Golden Reel Award  | Outstanding Achievement in Sound Editing – Animation Short Form           | James Miller, Otis Van Osten, Tommy Sarioglou, Aran Tanchum, Carlos Sanches, Jason Oliver, Vincent Guisetti für die Episode „Spellbound“ | Nominiert |
| 2021 | Kidscreen Award    | Best New Series                                                           | Guillermo del Toro, Marc Guggenheim, Chad Hammes, Chad Quandt, Aaron Waltke                                                              | Gewonnen  |

## Rezeption
Die Kritiken für Die Zauberer sind überwiegend positiv. So verzeichnet die Serie auf Rotten Tomatoes eine Zustimmungsrate von 100 % und erhielt einen Audience Score von 92 %.
Nach Angaben von IMDb war Die Zauberer mit einer Bewertung von 8,3 von 10 Punkten die beste von Netflix produzierte Kinderserie im Jahr 2020.